# Justin Abdelkader
Justin Joseph Abdelkader (* 25. Februar 1987 in Muskegon, Michigan) ist ein ehemaliger US-amerikanischer Eishockeyspieler, der im Verlauf seiner aktiven Karriere zwischen 2004 und 2023 unter anderem 803 Spiele für die Detroit Red Wings in der National Hockey League (NHL) auf der Position des linken Flügelstürmers bestritten hat.

## Karriere
Justin Abdelkader begann seine Karriere im Team der Mona Shores High School, für die er 2003/04 in 28 Spielen 37 Tore erzielte und weitere 43 vorbereitete. Er erhielt daraufhin den Mr. Hockey Award als bester High-School-Spieler des Bundesstaates Michigan. Im Sommer 2004 wechselte er in die US-amerikanische Juniorenliga United States Hockey League (USHL), wo er für die Cedar Rapids RoughRiders spielte. Er sammelte in der Saison 2004/05 insgesamt 52 Punkte in 60 Ligaspielen und lag mit 27 Toren auf dem achten Platz der Torjägerliste. In den Playoffs ließen seine Leistungen nach und blieb ohne Tor. Trotzdem konnte er mit den RoughRiders den Gewinn des Clark Cup, der US-amerikanischen Juniorenmeisterschaft, feiern.
Kurz darauf wurde Abdelkader im NHL Entry Draft 2005 von den Detroit Red Wings in der zweiten Runde an Position 42 ausgewählt. Er ging aber im Herbst zunächst auf die Michigan State University und spielte für deren Eishockeymannschaft, die Michigan State Spartans. Mit zehn Toren und zwölf Assists absolvierte er eine solide Debütsaison, stieg aber in seinem zweiten Jahr bereits zu einem Führungsspieler der Mannschaft auf. Die Spartans konnten bis in die Frozen Four-Finalserie der National Collegiate Athletic Association (NCAA) einziehen, wo sie im Finale durch den Siegtreffer von Abdelkader 18 Sekunden vor Schluss die US-amerikanische Collegemeisterschaft gewinnen konnten. Abdelkader wurde daraufhin zum besten Spieler des Finalturniers ernannt. Zudem trat er im Januar 2007 mit der US-amerikanischen U20-Nationalmannschaft bei der U20-Junioren-Weltmeisterschaft an, wo sie die Bronzemedaille gewannen.
In seinem dritten Jahr an der Michigan State University war er Alternativkapitän der Spartans und belegte in der Saison 2007/08 mit 40 Punkten den zweiten Platz in der internen Scorerliste der Mannschaft. Am Ende der Saison wurde er von der Central Collegiate Hockey Association (CCHA) zum besten Defensivstürmer ausgezeichnet und erhielt zudem für sein wohltätiges Engagement den Mike and Marian Ilitch Humanitarian Award.
Nur wenige Wochen später erhielt er einen Probevertrag bei den Detroit Red Wings aus der National Hockey League für ein Spiel, das er am 3. April 2008 absolvierte, ehe er am Tag darauf einen Dreijahresvertrag unterschrieb. Insgesamt bestritt er in dieser Spielzeit zwei Partien für das Team, das in den Stanley-Cup-Playoffs 2008 den Stanley Cup gewann, wobei er in den Playoffs nicht zum Einsatz kam und somit nicht auf der Trophäe verewigt wurde. Zu Beginn der Saison 2008/09 wurde Abdelkader zu den Grand Rapids Griffins, dem Farmteam von Detroit, in die American Hockey League (AHL) geschickt, wo er weitere Erfahrungen sammeln sollte. In Grand Rapids zeigte er gute Leistungen in der Offensive, aber vor allem sein körperliches und defensives Spiel konnte überzeugen, weshalb er für zwei Einsätze in die NHL berufen und am Ende der Saison ins AHL All-Rookie Team gewählt wurde. In den Playoffs traf er in der ersten Runde sechsmal innerhalb von sechs Spielen, blieb aber in der folgenden Serie gegen die Manitoba Moose erfolglos. Nach dem Ausscheiden der Griffins wurde Abdelkader zu den Detroit Red Wings geholt, wo er direkt den Platz des verletzten Tomáš Kopecký im Stammkader übernahm. Auch mit ihm im Kader erreichten die Red Wings das Endspiel der Stanley-Cup-Playoffs 2009, unterlagen jedoch in der Wiederauflage des Vorjahresfinals den Pittsburgh Penguins (3:4).
In der Folge etablierte sich Abdelkader im Kader der Red Wings und unterzeichnete im September 2012 einen neuen Vierjahresvertrag, der im November 2015 vorzeitig um weitere sieben Jahre verlängert wurde. Zudem vertrat er das Team USA bei den Weltmeisterschaften 2012 und 2014 sowie beim World Cup of Hockey 2016. Nach zwölf Jahren in der Organisation der Red Wings wurden ihm im Oktober 2020 seine verbleibenden drei Vertragsjahre vorzeitig ausbezahlt (buy-out), sodass er sich seither als Free Agent auf der Suche nach einem neuen Arbeitgeber befand. Im Februar 2021 schloss sich Abdelkader schließlich dem EV Zug aus der Schweizer National League (NL) an. Mit dem EVZ gewann er die Schweizer Meisterschaft. Nach Saisonende bestritt er bei der Weltmeisterschaft 2021 sein drittes Turnier dieser Art und gewann dort mit dem Team USA die Bronzemedaille. Im Winter 2022 nahm er nach einem kurzen Gastspiel bei den Grand Rapids Griffins in der AHL an den Olympischen Winterspielen 2022 in Peking teil und kehrte anschließend in die Schweiz zurück. Dort schloss er sich dem HC Lugano an und war dort bis zum Saisonende aktiv. Im November 2022 kehrte er auf Basis eines Einmonats-Vertrags mit Option zum EV Zug zurück. Dort beendete er im Sommer 2023 seine aktive Karriere.

## Erfolge und Auszeichnungen
| - 2004 Mr. Hockey Award - 2005 USHL All-Star Game - 2005 Clark-Cup-Gewinn mit den Cedar Rapids RoughRiders - 2006 CCHA All-Rookie Team - 2007 NCAA-Division-I-Championship mit der Michigan State University - 2007 NCAA Frozen Four Most Outstanding Player | - 2007 NCAA Frozen Four All-Tournament Team - 2008 CCHA Best Defensive Forward - 2008 CCHA Mike and Marian Ilitch Humanitarian Award - 2008 AHL Rookie des Monats Oktober - 2009 AHL All-Rookie Team - 2021 Schweizer Meister mit dem EV Zug |

### International
- 2007 Bronzemedaille bei der U20-Junioren-Weltmeisterschaft
- 2021 Bronzemedaille bei der Weltmeisterschaft

## Karrierestatistik

### International
Vertrat die USA bei:
| - U20-Junioren-Weltmeisterschaft 2007 - Weltmeisterschaft 2012 - Weltmeisterschaft 2014 | - World Cup of Hockey 2016 - Weltmeisterschaft 2021 - Olympischen Winterspielen 2022 |

(Legende zur Spielerstatistik: Sp oder GP = absolvierte Spiele; T oder G = erzielte Tore; V oder A = erzielte Assists; Pkt oder Pts = erzielte Scorerpunkte; SM oder PIM = erhaltene Strafminuten; +/− = Plus/Minus-Bilanz; PP = erzielte Überzahltore; SH = erzielte Unterzahltore; GW = erzielte Siegtore; 1 Play-downs/Relegation; Kursiv: Statistik nicht vollständig)